# 安克·贝默
安克·贝默（德語：Anke Behmer，1961年6月5日—），旧姓法特（Vater），德国女子田径运动员，主攻全能。他曾代表东德参加1988年夏季奥林匹克运动会田径比赛，获得女子七项全能铜牌。